# Козюберда Сергій Сергійович
Сергій Сергійович Козюберда (нар. 21 березня 1980, Рубіжне, Луганська область, УРСР) — український футболіст, півзахисник.

## Життєпис
Перший тренер - С. М. Черних. У ЛВУФК тренувався у В. Д. Добіжі. У 1997 році перейшов в луганську «Зорю», пізніше грав за «Авангард» з Ровеньків. Влітку 2004 року отримав важку травму, після якої стояло питання про можливість повернення півзахисника в великий футбол. У 2006 році повернувся на поле і допоміг свердловському «Шахтарю» стати чемпіоном України серед аматорських команд, після чого Козюберда прийняв пропозицію від Володимира Уткіна, який на той час працював тренером в Литві, перейти в «Судуву».
У 2006 році дебютував разом з «Судувою» в Кубку УЄФА. В одному з матчі Сергій забив гол, після чого на інтернет-порталі Газета.Ru з'явилася стаття з досить претензійною назвою «Козюберда краще Жо». 17 липня 2008 року в матчі першого відбіркового раунду з уельської командою «ТНС» (1:0) забив м'яч на 89-ій хвилині.
«Судува», яка зайняла 4-те місце в чемпіонаті Литви в сезоні 2007/08 років, через фінансові труднощі вирішила не продовжувати контракти відразу з шістьма футболістами, в їх числі був і Козюберда.
У січні 2009 року був на перегляді у луганській «Зорі». Наприкінці лютого підписав контракт з клубом «Харків», отримав 6 номер. Дебют за «Харків» в Прем'єр-лізі відбувся 1 березня 2009 року в матчі проти столичного «Арсеналу». За підсумком сезону 2008/09 «Харків» вилетів у Першу лігу, а Сергій повернувся назад в литовську «Судуву». У Лізі Європи УЄФА у складі «Судуви» провів 8 матчів, забив 1 м'яч.
З весни 2012 року виступав на аматорському рівні в чемпіонаті Донецької області за ровеньківський «Гірник».

## Досягнення
- А-ліга
  -  Срібний призер (2): 2007, 2010[9].
  -  Бронзовий призер (1): 2009, 2011

- Кубок Литви
  -  Володар (1): 2009

- Суперкубок Литви
  -  Володар (1): 2009

- Балтійська ліга
  -  Срібний призер (1): 2010